# Marie Collonvillé
Marie Collonvillé (ur. 23 listopada 1973 w Amiens) – francuska lekkoatletka, wieloboistka, medalistka halowych mistrzostw świata, mistrzyni igrzysk śródziemnomorskich i frankofońskich, dwukrotna olimpijka. Z powodzeniem startowała również w skoku wzwyż.

## Życiorys
Zajęła 19. miejsce w siedmioboju na mistrzostwach Europy w 1994 w Helsinkach i 5. miejsce w tej konkurencji na uniwersjadzie w 1995 w Fukuoce. Na halowych mistrzostwach świata w 1997 w Paryżu zajęła 8. miejsce w pięcioboju.
Zdobyła brązowy medal w siedmioboju na igrzyskach śródziemnomorskich w 1997 w Bari. Zajęła 12. miejsce w tej konkurencji na mistrzostwach świata w 1997 w Atenach. Zdobyła brązowe medale 
w skoku wzwyż i w siedmioboju na uniwersjadzie w 1997 w Katanii. Zajęła 5. miejsce w pięcioboju na halowych mistrzostwach Europy w 1998 w Walencji.
Zwyciężyła w siedmioboju w pucharze Europy w wielobojach w 1998 w Tallinnie. Zajęła w tej konkurencji 8. miejsce na mistrzostwach Europy w 1998 w Budapeszcie i 9. miejsce na mistrzostwach świata w 1999 w Sewilli. Nie ukończyła pięcioboju na halowych mistrzostwach Europy w 2000 w Gandawie. Zwyciężyła w siedmioboju na igrzyskach frankofońskich w 2001 w Ottawie. Zajęła 11. miejsce w tej konkurencji na mistrzostwach świata w 2001 w Edmonton.
Zdobyła brązowy medal w pięcioboju na halowych mistrzostwach świata w 2003 w Birmingham, przegrywając jedynie z Caroliną Klüft ze Szwecji i Natallą Sazanowicz z Białorusi. Zajęła 7. miejsce w siedmioboju na igrzyskach olimpijskich w 2004 w Atenach i 6. miejsce w pięcioboju na halowych mistrzostwach Europy w 2005 w Madrycie. Zwyciężyła w siedmioboju na igrzyskach śródziemnomorskich w 2005 w Almeríi, a na mistrzostwach świata w 2005 w Helsinkach 6. miejsce w tej konkurencji. Nie ukończyła siedmioboju na mistrzostwach Europy w 2006 w Göteborgu, zajęła w nim 9. miejsce na mistrzostwach świata w 2007 w Osace i 11. miejsce na igrzyskach olimpijskich w 2008 w Pekinie.
Była mistrzynią Francji w skoku wzwyż w 1997 oraz w siedmioboju w 1995, 1999, 2001 i 2002, a także brązową medalistką w skoku wzwyż w 1996, 2000, 2002, 2004, 2005 i 2008 oraz w siedmioboju w 1996. W hali była mistrzynią w skoku wzwyż w 1999, 2002 i 2009, w skoku w dal w 2008 oraz w pięcioboju w 1996, 1999, 2003, 2004 i 2006, a także brązową medalistką w skoku wzwyż w 2002 oraz w pięcioboju w 1994 i 1997.
25 i 26 września 2004 w Talence ustanowiła pierwszy oficjalny rekord świata w dziesięcioboju kobiet z rezultatem 8150 punktów. 14 marca 2003 w Birmingham ustanowiła halowy rekord Francji w pięcioboju z wynikiem 4644 pkt.

## Rekordy życiowe
Rekordy życiowe Collonvillé:
- skok wzwyż – 1,94 m (31 sierpnia 1997, Katania)
- skok w dal – 6,67 m (26 sierpnia 2007, Osaka)
- siedmiobój – 6350 pkt (14 września 1997, Talence)
- dziesięciobój – 8150 pkt (26 września 2004, Talence)
- pięciobój (hala) – 4644 pkt (14 marca 2003, Birmingham)